# Sogatella petax
Sogatella petax är en insektsart som beskrevs av Ronald Gordon Fennah 1963. Sogatella petax ingår i släktet Sogatella och familjen sporrstritar. Inga underarter finns listade i Catalogue of Life.